# Дуки (река)
Дуки — река в Хабаровском крае России, правый приток Амгуни.
Длина — 181 км, площадь бассейна — 3330 км². Образуется слиянием рек Левые и Правые Дуки на стыке Баджальского и Дукинского хребтов. Русло с множеством проток. Является местом нереста горбуши и кеты, охраняется. В долине селились нанайцы, эвенки, негидальцы, а название происходит от эвенкийского рода Дукин, обитавшего по берегам Амгуни в XVII веке. В нижнем течении пересекается линией Дальневосточной железной дороги у посёлка Дуки, находящегося на левом берегу реки.

## Данные водного реестра
По данным государственного водного реестра России относится к Амурскому бассейновому округу, речной бассейн реки — Амур, речной подбассейн реки — Амгунь, водохозяйственный участок реки — Амгунь.
Код объекта в государственном водном реестре — 20030800112118100083232.

## Притоки
(расстояние от устья)
- 26 км: река Эльгая (Кира) (пр)
- 42 км: река Солонки (пр)
- 103 км: река Экса (пр)